# Dontolobus
Dontolobus is een geslacht van kevers uit de familie van de loopkevers (Carabidae). De wetenschappelijke naam van het geslacht is voor het eerst geldig gepubliceerd in 1970 door Basilewsky.

## Soorten
Het geslacht Dontolobus omvat de volgende soorten:
- Dontolobus aemiliae Facchini, 2012
- Dontolobus ivorensis Facchini, 2012
- Dontolobus mirei Basilewsky, 1970
- Dontolobus pallidus (Burgeon, 1937)
- Dontolobus sachtlebeni (Basilewsky, 1942)
- Dontolobus setosanalis Basilewsky, 1970
- Dontolobus trinotatus Facchini, 2012